# Presidentvalet i USA 1808
Presidentvalet i USA 1808 var det sjätte valet i nationens historia. Den Demokrat-republikanske kandidaten James Madison vann över Federalisten Charles Pinckney. George Clinton omvaldes som vicepresident, vilket gör honom till en av bara två vicepresidenter som haft ämbetet vid sidan av två olika presidenter. 
Federalisterna valde att åternominera samma kandidater som vid föregående val, Charles Pinckney med Rufus King som vicepresidentkandidat. Hos Demokrat-republikanerna nominerades James Madison, sittande vicepresident George Clinton och ambassadör James Monroe. Madison vann primärvalet med 83 röster före Clinton och Monroe som fick tre röster var. Clinton och Monroe valde att inte utmana Madison, men drog sig heller inte ur valet, utan deltog som oberoende republikanska kandidater.
Monroe vann valet med 122 elektorsröster mot Pickneys 47 och vicepresident Clinton som i egenskap av oberoende republikan fick sex elektorsröster från sin hemstat New York. I vicepresidentvalet fick Clinton 113 röster mot King 47. Övriga som fick elektorsröster i vicepresidentvalet var Madison, Monroe och John Langdon.